# Gypsophila transalaica
Gypsophila transalaica är en nejlikväxtart som beskrevs av S. Ikonnikov. Gypsophila transalaica ingår i släktet slöjor, och familjen nejlikväxter. Inga underarter finns listade i Catalogue of Life.